# Pemigewasset River
Der Pemigewasset River (ˌpɛmɨdʒəˈwɑsɨt) ist der rechte Quellfluss des Merrimack River  im US-Bundesstaat New Hampshire.
Der 105 km lange Fluss entwässert ein Gebiet von ungefähr 2645 km². Der Name „Pemigewasset“ stammt aus der Sprache der Abenaki. Das Wort bemijijoasek [bəmidzidzoasək] bedeutet:  „Seite, wo die Strömung stattfindet“.

## Geographie
Der Pemigewasset entspringt im Franconia Notch State Park in Franconia und durchfließt kurz danach den Profile Lake. Er fließt südwärts durch die White Mountains und verbindet sich in Franklin mit dem Winnipesaukee River zum Merrimack River.
Der Interstate 93 verläuft zwischen Franconia Notch und New Hampton parallel zum Fluss. Auf seinem Lauf passiert der Pemigewasset River die Orte Lincoln, North Woodstock, Woodstock, Thornton, Campton, Plymouth, Ashland, Bridgewater, Bristol, New Hampton, Hill, Sanbornton und Franklin.
Am Lauf des Flusses liegen mehrere Wasserfälle in Franconia Notch, etwa The Basin, in North Woodstock und nördlich von Plymouth (Livermore Falls). Der Rest des nördlichen Teils des Flusses von Lincoln bis Ashland ist ein Verflochtener Fluss, der über Steinstufen fließt und damit Bootsfahrer und Angler anlockt.
Unterhalb von Ashland ist der Fluss zum acht Kilometer langen Ayers Island Reservoir aufgestaut, um mit Wasserkraft elektrischen Strom herzustellen. Unterhalb des Staudammes befindet sich ein kurzer Wildwasserabschnitt, bevor der Fluss das langsamer fließende Wasser oberhalb des Hochwasserrückhaltebeckens Franklin Falls erreicht. Der 1943 errichtete Franklin Falls Dam dient hauptsächlich dem Hochwasserschutz.
Bevor der Fluss dann im Zentrum Franklins mit dem Winnipesaukee River zusammenfließt, treibt er nochmals ein Wasserkraftwerk an.
Das Einzugsgebiet des Pemigewasset Rivers besteht aus mehr als 1700 km an Wasserläufen und 69 km² an Seeflächen, einschließlich der künstlich geschaffenen Stauseen. Es trägt etwa 20 % zum gesamten Einzugsbereiches des Merrimack Rivers bei.

## Nebenflüsse
Die wichtigsten Zuflüsse des Flusses sind:
- East Branch Pemigewasset River. Dieser Arm ist größer und länger als der Hauptarm des Flusses.
- Lost River
- Mad River
- Beebe River
- Baker River
- Squam River (Abfluss des Squam Lakes)
- Newfound River (Abfluss des Newfound Lakes)
- Smith River

## Wasserkraftanlagen
Am Pemigewasset River liegen zwei Wasserkraftwerke.
Wasserkraftanlagen in Abstromrichtung:
| Name          | Leistung in MW | Anzahl Turbinen | Lage | Betreiber               |
| ------------- | -------------- | --------------- | ---- | ----------------------- |
| Ayers Island  | 8,4            | 3               | (⊙)  | Public Service Co of NH |
| Eastman Falls | 6,4            | 2               | (⊙)  | Public Service Co of NH |